# Opatowski Batalion Obrony Terytorialnej
Opatowski Batalion Obrony Terytorialnej im. kpt. Wasyla Wojczenki „Saszki” – pododdział obrony terytorialnej ludowego Wojska Polskiego.

## Formowanie i zmiany organizacyjne
Na podstawie zarządzenia szefa Sztabu Generalnego WP Nr 0217/org. z 17 października 1966 roku oraz zarządzenia szefa Sztabu WOW nr 106/org. z 21 października 1966 roku sformowano opatowski batalion OT. Formowano go w oparciu o siedzibę MSzW Ostrowiec Świętokrzyski przy ulicy Reja. Następnie zorganizowano koszary przy ulicy Targowej, w byłych barakach hoteli robotniczych. Warunki zakwaterowania poprawiły się radykalnie po wzniesieniu przez inwestora budowy Nowego Zakładu Huty im. Marcelego Nowotki nowoczesnych koszar z blokiem mieszkalnym, sztabem, kuchnią i stołówką, garażami, magazynami uzbrojenia, mundurowym i żywnościowym, dyżurką oficera dyżurnego i wartownią, a także izbą chorych. Do nowych koszar batalion przeprowadził się wiosną 1970 roku.
Zarządzeniem szefa Sztabu Generalnego WP nr 080/org. z 22 grudnia 1973 roku i szefa Sztabu WOW nr 2 z 25 stycznia 1974 roku, opatowski batalion OT z dniem 1 marca 1974 roku został rozformowany.

## Struktura organizacyjna
- dowództwo, sztab, sekcja polityczną, kwatermistrzostwo
- dwie kompanie piechoty
- kompania dochodząca (do lipca 1971 roku)
- pluton gospodarczy
  - drużyna gospodarcza
  - drużyna transportowa
- drużyna łączności

## Dowódcy batalionu
- kpt. Józef Grecki - do 1972
- ppłk Henryk Kotlarski (1972-1974)